# Phaegoptera alipioi
Phaegoptera alipioi är en fjärilsart som beskrevs av Lauro Travassos 1955. Phaegoptera alipioi ingår i släktet Phaegoptera och familjen björnspinnare. Inga underarter finns listade i Catalogue of Life.